# Vateriopsis seychellarum
Vateriopsis seychellarum är en tvåhjärtbladig växtart som först beskrevs av William Turner Thiselton Dyer, och fick sitt nu gällande namn av F. Heim. Vateriopsis seychellarum ingår i släktet Vateriopsis och familjen Dipterocarpaceae. Inga underarter finns listade i Catalogue of Life.